# Coryneopsis henriquesiana
Coryneopsis henriquesiana är en svampart som först beskrevs av Sacc. & Roum., och fick sitt nu gällande namn av Grove 1937. Coryneopsis henriquesiana ingår i släktet Coryneopsis och familjen Amphisphaeriaceae.   Inga underarter finns listade i Catalogue of Life.